# 나기나타

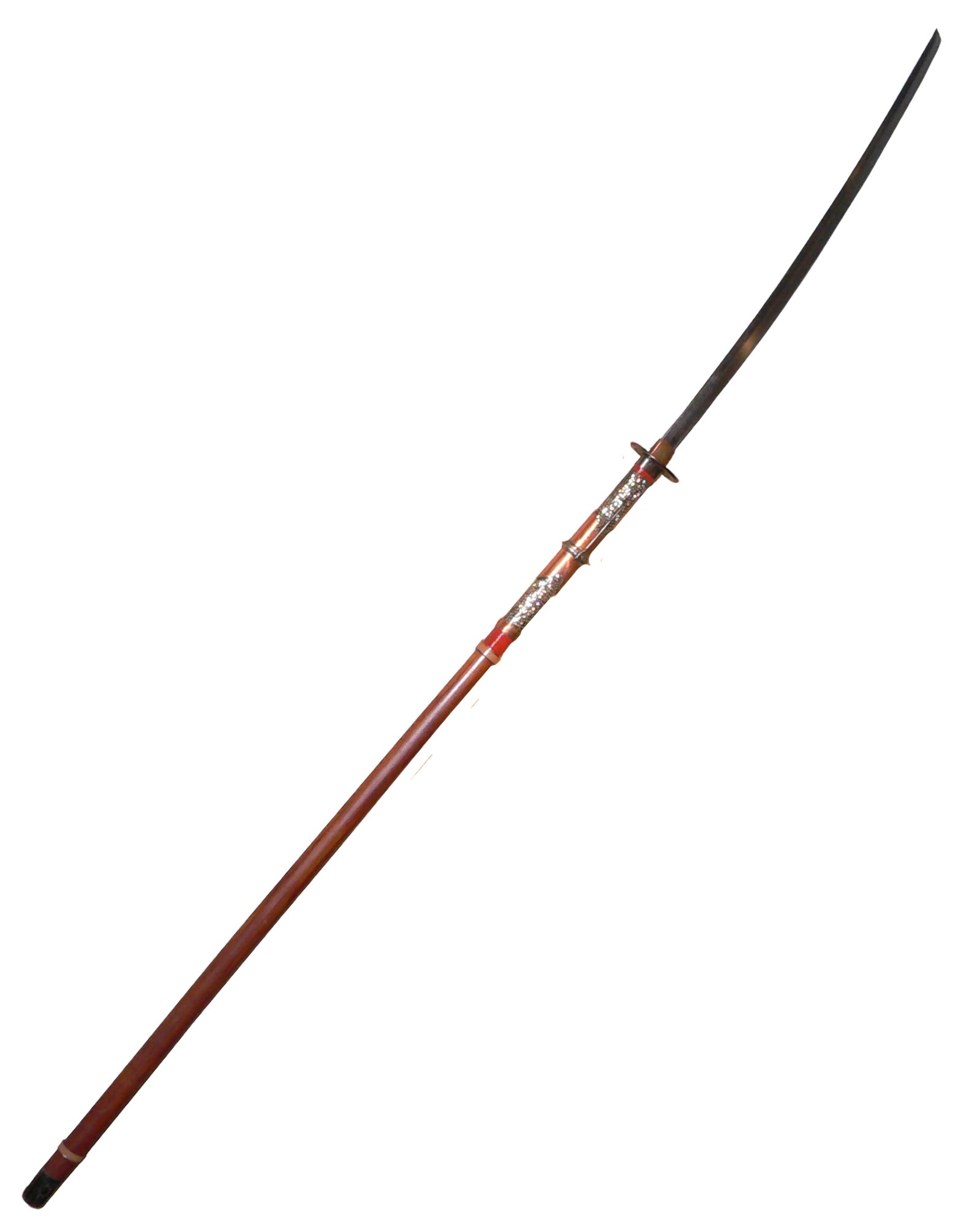
나기나타

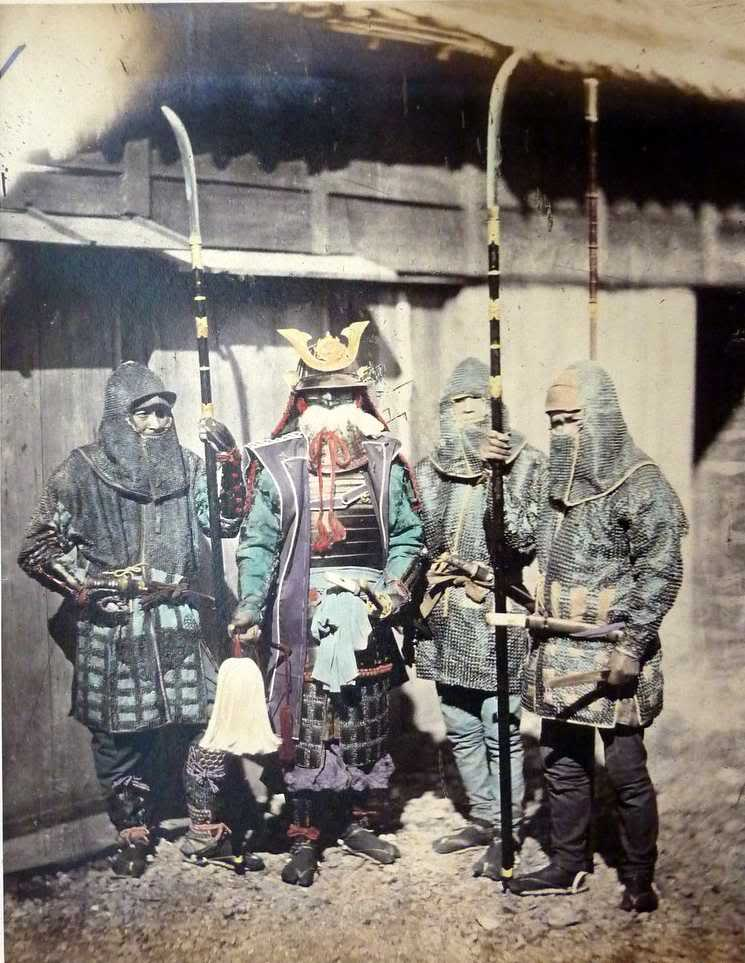
1870년경 촬영된, 나기나타를 장비한 일본 병사들

나기나타(일본어: 薙刀)는 일본의 전통적 장병기이다. 목제 손잡이 끝에 곡선의 칼날이 달려 있는 형태로 중국의 언월도나 유럽의 글레이브, 러시아의 소브냐와 유사한 형태를 띠고 있다. 나기나타를 사용하는 무술은 나기나타술이라고 한다. '깎을 치'를 '깍을 체'로도 읽을 수 있기 때문에 체도라고 하는 경우도 있다.

## 역사
치도의 유래에 대해서는 여러 설이 있다. 그냥 손을 넓게 벌려서 잡을 수 있는 무기를 찾다보니 자루가 자연스럽게 길어진 것이라고 보는 설도 있고, 나라 시대 후기부터 가마쿠라 시대 초기에 걸쳐 존재했던 데호코(手鉾)에서 유래했다는 설도 있고, 예로부터 중국에 건너가 불교를 배운 승려들에 의해 중국식의 무기가 전해져서 지금의 나기나타가 되었다고도 한다(헤이안 시대 말엽부터 센고쿠 시대까지 나기나타는 승병들이 무기로서 많이 애용했다). 원래 한자로 '長刀'라고 썼지만, 무로마치 시대에 등장한 타도(打刀)를 단도와 구별해서 부르는 '장도'라는 호칭과 구별하기 위해 대신 자루가 긴 것을 '나기나타'라고 부르게 된 것이다. 비슷하게 생긴 '나기마키'와 비교할 때 칼의 모양만 길게 늘린 것이 아니라 칼의 몸체 및 생김새 모두를 '베기'에 맞게 특화시켰다는 데에 그 차이가 있다.
고대 일본 무사의 전투 방식은 대체로 말을 타고 멀리 떨어져서 활을 쏘는 것이었지만, 서로 자기 이름과 가문을 외치고 흔히 일기토(一騎討)로 알려진 무사간 1:1 대결을 실시할 때는 각자가 갖고 있던 무기를 갖고 백병전을 벌였다. 전투 방식의 변화로 보병전 개념이 일반화되면서 나기나타는 신분을 막론하고 모든 무사들이 즐겨 찾는 무기가 되었다. 나기나타의 사용이 가장 번성했던 시기가 바로 헤이안 시대 말엽, 일본 역사에서는 겐페이 전쟁이라고도 불리는 다이라 가문과 미나모토 가문의 대립이 격화되었던 때였다(미나모토노 요시쓰네의 가신이었던 무사시보 벤케이도 회화에서 묘사될 때면 으레 이 무기를 갖고 등장하곤 한다).
가마쿠라 시대를 지나 난보쿠초 시대에 이르면 장창이나 나가마키(長卷) 같은 무기들이 등장하면서 전장에서 나기나타의 비중은 줄어들었다. 특히 무로마치 시대의 오닌의 난을 전후해 무사들의 기마전이 쇠퇴하고 전투의 주류가 조총을 소지한 농민 보병(아시가루)이 밀집 대열을 이루어 싸우는 집단전으로 바뀌면서 '휘두르는' 무기는 그 밀집대형에는 어울리지 않았다. 대신 창이 많이 사용되었는데, 창은 나기나타와 달리 훈련 시간과 제작비를 절감할 수 있다는 장점이 있었다. 센고쿠 시대에 다네가시마에 온 포르투갈 상인에 의해 텟포, 즉 총이 전래되면서 나기나타 자체가 쇠퇴해버렸다. 이후 나기나타는 승려나 부녀자가 많이 찾는 무기가 되어갔다.
실전 무기로서는 쇠퇴했지만, 에도 시대에는 무가의 부녀자가 배워야 할 필수 교양의 하나로서, 무가의 여자가 시집갈 때면 나기나타를 혼수로 갖고 갔다고 한다.

## 근현대의 나기나타술
다이쇼 시대에서 쇼와 후기를 거치면서 여성들이 즐기는 무도로 정착되었다. 현대 일본에서 나기나타는 '여성들의 무기'로 인식될 만큼 여성 수련생 수가 남성에 비해 많다(반면, 유럽이나 오스트레일리아에서는 대부분 남성들이 치도를 수련하는데, 이는 유럽인들의 무술과의 역사적 연관성이 적은데서 기인한다고 볼 수 있다).
현대의 대부분의 나기나타 훈련은 '새로운 나기나타'의 의미를 지닌 겐다이 부도라는 시합을 위해 근대적으로 개량된 형태로 행해진다. 치도 사용법은 부진칸과 일부 고류 학교에서 교육하고 있다. 치도 사용자들은 보구(방구)라는 검도와 유사한 형태의 보호구를 착용하게 된다. 보구를 착용함은 겐다이 부도 시합을 위해 가벼운 참나무 손잡이와 '하부'라는 대나무 칼날로 만들어진 연습용 치도를 사용함을 의미한다.
나기나타는 본래부터 거리의 이점을 사용하여 정강이나 발목을 베는 것이 특기였고, 이로 인하여 일본 전통 갑옷 제작시에 정강이와 발목을 보호하는 보호대가 항상 같이 제작되게 되었으며, 현대 치도술의 보구(호구)에도 발목 보호대가 남아 있다. 검도와 치도술을 비교하면 검도가 머리, 손목, 몸통(허리)을 타격 부위로 하는 것에 반하여 치도술은 머리, 손목, 몸통 외에도 발목이 타격 부위로 들어가며, 같은 실력의 수련생이 각각 검과 치도를 들고 대련시 거의 대부분 치도가 승리한다. 치도 수련은 치도만을 전문으로 하는 치도술에 의하여 이루어지는 것 외에도 검술, 창술 유파가 치도를 동시에 수련하는 사례도 많이 존재한다.

## 분류
나기나타는 시대가 내려가면 갈수록 점차 칼날이 넓고 커지면서 휘임각이 줄어드는 경향이 있었는데, 휘임각이 적은 것은 미나모토노 요시쓰네의 애첩이었던 시즈카 고젠의 이름을 따서 시즈카가타(靜型), 휘임각이 큰 것은 미나모토노 요시나카의 애첩이자 무장이었던 도모에 고젠의 이름을 따서 '도모에가타(巴型)'라고 부른다. 도모에가타는 휘임각이 커서 적은 힘으로도 베어 붙이기 쉽고, 말을 타고 다루는 것이나 체격의 작은 사람(부녀자 포함)도 쓰기 편리하다(오래된 그림 두루마리 속에 그려진 나기나타는 휘임각이 극단적으로 크게 그려져 있는 것이 많은데 그냥 회화적인 과장인지 실제로 그 시대에 그런 걸 썼는지는 의견이 분분하다. 실제 일본에서 전장에서 쓰였다고 전해지는 것은 코등이 길이와는 상관없이 휘어진 상태가 작은 것이 많기 때문에, 휘임각이 큰 도모에가타는 주로 제사용이나 의례용으로 쓰였다.

## 조선의 협도와 나기나타
한국에는 조선 전기까지만 해도 고려의 장도를 이어받은 장검이 존재했는데, 여기서 장검이란 날이 긴 칼이 아니라 자루가 긴 칼을 말한다. 언월도보다는 날렵한 칼날 형태 때문에 미첨도라고도 불렸던 협도는 주로 보병이 사용했다. 보병의 다섯 병종 가운데 하나로서 검수(劍手)에 속하여, 방패 뒤에 서서 적을 찌르거나 위에서 베어서 공격했다. 사용 방식에 있어서 언월도와의 차이는 언월도가 칼날의 무게를 이용해 '찍듯이' 베어서 공격한 것에 반해 협도는 찌르고 베는 것을 균형있게 쓸 수 있었다.
세종실록에 등장하는 장검과 무예도보통지에 등장하는 협도를 비교해보면 생김새라던지 용도가 비슷하다. 다만 장검에 비하면 협도는 코등이나 칼등 가지 및 소꼬리 장식이 추가되었고, 장검의 날 길이가 두 자 다섯 치(52.5cm)에 자루 길이가 다섯 자 아홉 치(123.9cm)로 정해져 있었던 것에 비해 협도는 자루 길이만 일곱 자(147cm)에 칼날의 길이는 석 자(90.9cm)였고 무게는 네 근(2.4kg). 지금 한국의 서울대학교 박물관에 소장된 협도 두 점의 길이는 칼날 자루 다 합쳐서 211cm에 자루는 붉게 칠했다. 《무예도보통지》에는 이 무기의 도설을 부기해 놓았는데 한국에서 쓰는 것을 그려놓고 그 양쪽에 일본과 중국에서 쓰는 것도 같이 그려 놓았다.

## 같이 보기
- 바르디슈
- 협도
- 부도
- 야리
- 비센토
- 할버드
- 볼그
- 아트기르 (노르만 족이 사용한 할버드의 일종)